# Pugilato ai I Giochi dell'Impero Britannico
Le competizioni di pugilato ai I Giochi dell'Impero Britannico si svolsero dal 16 al 23 agosto 1930.

## Medagliere
| Posiz. | Nazione     | Oro | Argento | Bronzo | Totale |
| ------ | ----------- | --- | ------- | ------ | ------ |
| 1      | Inghilterra | 5   | 1       | 2      | 8      |
| 2      | Sudafrica   | 2   | 1       | 2      | 5      |
| 3      | Scozia      | 1   | 1       | 1      | 3      |
| 4      | Canada      | 0   | 4       | 2      | 6      |
| 5      | Australia   | 0   | 1       | 0      | 1      |
| Totale | Totale      | 8   | 8       | 7      | 23     |

## Podi
| Evento            | Oro             | Argento          | Bronzo        |
| Pesi mosca        | Jacob Smith     | Thomas Pardoe    | Ross Galloway |
| Pesi gallo        | Harry Mizler    | Tommy Holt       | John Keller   |
| Pesi piuma        | Freddie Meachem | Lawrence Stevens | Alex Lyons    |
| Pesi leggeri      | James Rolland   | Cosmos Canzano   | Albert Love   |
| Pesi welter       | Leonard Hall    | Howard Williams  | Frank Brooman |
| Pesi medi         | Fred Mallin     | Dudley Gallagher | Ernest Peirce |
| Pesi mediomassimi | Joe Goyder      | Al Pitcher       | Joey Basson   |
| Pesi massimi      | Anthony Stuart  | William Skimming | non assegnato |